# 維蘭塔尼山
17°06′39″S 69°52′47″W / 17.11083°S 69.87972°W
維蘭塔尼山（Wilantani），是秘魯的山峰，位於該國東南部普諾大區，由埃爾科廖省的聖羅薩區負責管轄，屬於安地斯山脈的一部分，海拔高度5,000米。